# Đoàn Ngọc Hải
Đoàn Ngọc Hải (sinh ngày 10 tháng 10 năm 1969), nguyên Phó Chủ tịch Ủy ban nhân dân Quận 1, nguyên Phó Tổng Giám đốc Tổng Công ty Xây dựng Sài Gòn TNHH Một thành viên. Trước đó, ông Hải đã trải qua nhiều chức vụ khác nhau trong bộ máy công quyền tại Thành phố Hồ Chí Minh. Ông nổi tiếng vì đã xung phong liên tục xuống đường trực tiếp chỉ đạo chiến dịch giành lại vỉa hè trên địa bàn Quận 1, Thành phố Hồ Chí Minh; sau này chiến dịch đã lan tỏa ra các thành phố lớn khác tại Việt Nam.
Ngày 8 tháng 1 năm 2018, thừa nhận chiến dịch giành lại vỉa hè thất bại, ông đệ đơn từ chức (Phó Chủ tịch UBND Quận 1) vì đã "không thực hiện được lời hứa trước nhân dân". Sau đó Quận 1 đã điều chuyển ông đi làm các công việc khác nhưng ông không nhận và xin về hưu.

## Tiểu sử
Ông quê quán ở xã Hữu Hòa, huyện Thanh Trì, Hà Nội. Hiện nay ông cư trú tại phường Đa Kao, Quận 1, TP.HCM.
Về học vấn, ông Hải cùng lúc sở hữu 3 bằng cử nhân đại học: Kinh tế, Luật học và Xã hội học.

## Quá trình công tác
Theo đó, từ tháng 5 năm 1994 đến tháng 2 năm 2008, ông làm việc tại Chi cục thuế Quận 1, giữ các chức vụ: Chuyên viên, Đội phó, Đội trưởng Đội thu lệ phí trước bạ, Đội trưởng Đội thuế liên phường Cô Giang - Cầu Kho - Cầu Ông Lãnh.
Ông được kết nạp vào Đảng Cộng sản Việt Nam ngày 3 tháng 2 năm 2000.
Tháng 6 năm 2000 xin chuyển công tác về Quận ủy quận 1 làm nhân viên Ủy ban kiểm tra Quận ủy.
Tháng 9 năm 2001 do không phù hợp với công việc của cơ quan Đảng, theo nguyện vọng nên được trả về lại Chi cục Thuế quận 1.
Tháng 3 năm 2008 ông xin chuyển công tác về UBND quận 1.
Từ tháng 3 năm 2008 đến tháng 10 năm 2008, ông là Phó Trưởng phòng Kinh tế Quận 1.
Từ tháng 11 năm 2008 đến tháng 2 năm 2010, ông giữ các chức vụ: Phó Bí thư Đảng ủy - Chủ tịch UBND phường Cầu Ông Lãnh, Quận 1.
Từ tháng 3 năm 2010 đến tháng 10 năm 2013, ông là Bí thư Đảng ủy phường Cầu Ông Lãnh, quận 1.
Từ tháng 10 năm 2013 đến tháng 4 năm 2015, ông là Ủy viên Ban Thường vụ Quận ủy, Chủ nhiệm Ủy ban Kiểm tra Quận ủy Quận 1.
Từ tháng 4 năm 2015, ông là Ủy viên Ban Thường vụ Quận ủy, Phó Chủ tịch UBND Quận 1.
Trong đợt bầu cử đại biểu HĐND Quận 1 nhiệm kỳ 2016-2021 diễn ra tháng 5 năm 2016, được sự chấp thuận của tổ chức và sự tín nhiệm của đồng bào cử tri, ông Hải đã tham gia ứng cử và trúng cử.
Ngày 4 tháng 6 năm 2019, Ủy ban nhân dân Thành phố Hồ Chí Minh công bố quyết định điều động, bổ nhiệm ông về công tác tại Tổng công ty Xây dựng Sài Gòn TNHH một thành viên. Ông Hải được phân công giữ chức vụ phó tổng giám đốc. Cùng chiều ngày 4 tháng 6 năm 2019, ông từ chức. Trong khi chờ quy trình giải quyết chế độ thôi việc sớm 10 năm, ông xin nghỉ việc hai tháng không hưởng lương, bắt đầu từ ngày 5 tháng 6. Sau khi nghỉ, ông quay trở về với công việc kinh doanh mà bố mẹ ruột đã để lại.
Vào ngày 5 tháng 9, UBND Thành phố Hồ Chí Minh đã có quyết định chính thức cho ông Đoàn Ngọc Hải thôi giữ chức vụ được phân công. Sau quyết định này, ông Hải trở thành nhân viên bình thường, phía công ty đã mời ông Hải lên làm việc và sắp xếp công việc, vị trí mới.
Ngày 6 tháng 12 năm 2019, ông chính thức nghỉ việc tại Tổng Công ty này. Và từ đầu tháng 12, ông Hải được giải quyết thôi việc theo nguyện vọng cá nhân.
Từ năm 2021, ông Đoàn Ngọc Hải đã thành lập Quỹ "Vì Đồng bào", với mục đích giúp đồng bào nghèo về xây nhà tình thương,  sữa, thịt, mổ tim, cho các cháu bé, khuyến học cho học sinh, sinh viên nghèo và các hoạt động đặc biệt vì cộng đồng từ tiền lãi hằng năm. Khi nguồn quỹ lớn mạnh có thể rút tiền gốc để giải cứu những vấn đề đặc biệt.

## Liên quan đến ông Võ Văn Hoan
Tại cuộc họp báo về tình hình kinh tế - xã hội ngày 27 tháng 02 năm 2017, ông Hoan khẳng định ủng hộ Phó chủ tịch quận 1 Đoàn Ngọc Hải yêu cầu đập bỏ, tháo dỡ các công trình lấn chiếm vỉa hè là "đúng pháp lý" vì trước đó đã nhắc nhở nhiều lần. Ông Hoan tin quận 1 làm đúng. Có điều quận làm rất quyết liệt, nhanh như cơn lốc, liên tục... tạo cho chúng ta cảm giác nghi ngại về quy trình. Khâu quản lý là khâu quan trọng nhất, bao nhiêu năm nay chúng ta xử lý không hiệu quả, như bèo dạt mây trôi... là do công tác quản lý.
Đơn xin thôi việc ngày 04 tháng 6 năm 2019 của ông Hải nộp sau vài tiếng được bổ nhiệm chức Phó tổng giám đốc Tổng công ty Xây dựng Sài Gòn TNHH MTV. Cựu Phó chủ tịch quận 1 cho rằng không phù hợp với vị trí này vì không có trình độ chuyên môn về ngành xây dựng, nếu miễn cưỡng nhận nhiệm vụ có thể gây ra những hậu quả nghiêm trọng, "làm tổn thương đến uy tín của Đảng, tiền bạc, tài sản của nhân dân". Trong khi chờ quy trình giải quyết chế độ thôi việc sớm 10 năm, ông Hải xin nghỉ việc hai tháng không hưởng lương.
Ngày 04 tháng 9 năm 2019, ông Hoan đã ký quyết định cho ông Đoàn Ngọc Hải thôi giữ chức vụ Phó tổng giám đốc Tổng công ty Xây dựng Sài Gòn theo nguyện vọng cá nhân.
Ông Đoàn Ngọc Hải bị cho là có liên quan sai phạm cấp phép xây khách sạn, cao ốc; phải nhận trách nhiệm về điều hành và xin rút kinh nghiệm; 8 cán bộ cấp dưới của ông Hải bị kỷ luật.

## Cuộc sống sau khi từ chức
Ông Đoàn Ngọc Hải quay trở về với công việc kinh doanh mà bố mẹ ruột ông để lại. Ông Hải nói "còn nợ" người dân trên địa bàn Quận 1 một số lời hứa công vụ. Vì không có cơ hội thực hiện lời hứa đó được nữa nên ông cố gắng thực hiện bằng một phương cách khác. Đó là cố gắng mua 1 - 2 căn nhà nhỏ, có thể là ở Thành phố Hồ Chí Minh hoặc ở một địa phương nào đó để làm nơi tá túc qua đêm cho người vô gia cư có nhu cầu. Ông muốn bán chiếc điện thoại Vertu và đồng hồ Patek Philippe & Co. của mình do người thân trong gia đình tặng, mong có người mua với giá 2 tỉ đồng để ông góp tiền vào việc mua nhà. Nhà này ông sẽ không đứng tên mà có thể giao lại cho một ngôi chùa đứng tên, để sau này không rắc rối chuyện thừa kế tài sản.
Ngoài ra, ông còn là Vận động viên marathon. Khi 15 tuổi ông đã vô địch cuộc thi dành cho thiếu niên Quận 1 cự ly chạy 3.000 m. Bây giờ để có sức chạy marathon, ông phải dành nhiều thời gian tập luyện kiên trì.
Tháng 9 năm 2020, ông Đoàn Ngọc Hải đã bỏ hơn 700 triệu đồng tiền cá nhân để mua một chiếc xe hiệu Hyundai đăng ký trở thành Xe cứu thương. Đích thân ông lái xe để chở bệnh nhân nghèo miễn phí, kể cả từ Hà Nội vào Thành phố Hồ Chí Minh và ngược lại, phục vụ người dân ở mọi miền đất nước. Ông Hải đã công khai biển số xe là 51B-507.44 và sẵn sàng phục vụ người dân, lo luôn cơm và phòng nghỉ cho bà con nghèo. Ngoài được đưa về miễn phí, mỗi trường hợp bệnh nhân nghèo còn được ông Hải ủng hộ 1 triệu đồng.
Mến mộ việc làm thiện nguyện của ông Hải, Giáo sư Tạ Thành Văn - Hiệu trưởng Trường Đại học Y Hà Nội đã tặng 10 triệu đồng, công đoàn trường tặng 5 triệu đồng để ông Hải đổ xăng đi làm việc thiện. Ông Hải chia sẻ: "Giáo sư Tạ Thành Văn nói nếu tôi đồng ý sẽ kêu gọi một cuộc vận động trên toàn quốc, làm một chương trình xe cứu thương mang tên Đoàn Ngọc Hải. Cá nhân tôi thì cho rằng để làm một chương trình đó sẽ rất nhiều vấn đề, sợ người dân hiểu lầm rằng mình lợi dụng để kiếm tiền, để nâng cao hình ảnh... Do đó tôi nghĩ mình có khả năng tài chính chừng nào thì tạm thời mình làm thế. Tất nhiên mình sẽ không bỏ qua cơ hội tốt cho người nghèo. Hiện tại tôi còn tiền, còn tự làm được".
Ngày 12 tháng 3 năm 2021, trên trang Facebook cá nhân của mình. Ông công khai mở tài khoản tên Đoàn Ngọc Hải tại ngân hàng Vietcombank chi nhánh Thủ Đức và quyết định thành lập quỹ gọi là Quỹ vì đồng bào. Tất cả các khoản chi giúp người nghèo theo các tiêu chí: mổ tim cho các cháu bé, xây nhà tình thương, mua sữa, thịt, cá, khuyến học.. đều phải được chuyển khoản, tuyệt đối ông không được tự ký rút tiền mặt, nếu vi phạm thì ngân hàng có quyền không cho giải ngân. Quỹ vì đồng bào hoạt động mãi mãi, sẽ rút khoản tiền lãi để phục vụ các tiêu chí trên và các trường hợp "đặc biệt" khác. Khi quỹ đã lớn mạnh có thể rút tiền gốc để cứu người và giúp các hoạt động xã hội thiết thực khác. Sau khi quỹ đã lớn mạnh và hoạt động hiệu quả thì ông sẽ lập di chúc cho 3 tổ chức tôn giáo đó là: Phật giáo, Công giáo, Hồi giáo và các tổ chức tôn giáo khác được nhà nước cho phép hoạt động để các tổ chức tôn giáo tiếp tục hoạt động theo các tiêu chí trên hiệu quả và chuyên nghiệp hơn. Theo cập nhật trên trang cá nhân của ông Đoàn Ngọc Hải, sau thời gian ngắn quyên góp, quỹ “Vì đồng bào” đã kêu gọi được 4 tỷ đồng và con số này sẽ tiếp tục tăng lên trong thời gian tới. Trong cuộc gặp gỡ đặc biệt với ông Đoàn Ngọc Hải trong chương trình “Cơ hội đổi đời” tại Đà Lạt, nghệ sĩ Việt Hương có nhã ý ủng hộ một chiếc xe cứu thương mới cho ông Hải. Bên cạnh đó, Việt Hương còn kêu gọi khán giả ủng hộ quỹ “Vì đồng bào”.
Ngày 02 tháng 8 năm 2021, nghệ sĩ Việt Hương đã bàn giao xe, giấy tờ xe cho ông Đoàn Ngọc Hải đứng tên trị giá gần 3 tỉ đồng. Xe vẫn tiếp tục công việc như cũ đó là chở hài cốt liệt sĩ (ưu tiên số 1), chở bệnh nhi về quê, chở sữa, thịt cho các cháu bé nghèo. Chiếc xe cứu thương cũ ông Hải tự mua tháng 8 năm 2020 (đã chạy khoảng 70.000 km hoạt động thiện nguyện) được Công ty Cổ Phần Thương Mại Địa Ốc Việt (Vietcomreal) mua lại với giá 3 tỉ đồng ủng hộ vào Quỹ vì đồng bào. Ông đã dùng số tiền này mua 14 máy thở tặng Thành phố Hồ Chí Minh cứu chữa bệnh nhân COVID-19.

## Chiến dịch giành lại vỉa hè cho người đi bộ
Trong giữa tháng 1, tháng 2 và tháng 3 năm 2017, ông đã thực hiện chiến dịch dọn vỉa hè trả lại lối đi cho người đi bộ tại Quận 1, Thành phố Hồ Chí Minh. Ông thông cảm với bà con buôn bán hàng rong trên địa bàn quận 1 do cha mẹ ông cũng đã từng làm nghề này nhưng khẳng định "Nếu không làm được tôi sẽ cởi áo về vườn không làm nữa". Báo trực tuyến Zing cho là, "hình ảnh tiên phong, cương quyết dẹp vỉa hè của ông Hải đã lan tỏa phong trào "giành lại vỉa hè" sang các quận khác trên địa bàn Thành phố Hồ Chí Minh và các tỉnh, thành trên cả nước." 
Ông Trần Thanh Thắng, Phó trưởng Cơ quan Đại diện phía Nam của báo Đời sống và Pháp luật (ĐS&PL), do gửi công văn 09/CV-ĐSPL yêu cầu làm việc với ông Hải sai quy định, đã bị thu thẻ nhà báo và chịu kỷ luật cách chức.
Theo chân Quận 1, đã có thêm các quận khác ở Thành phố Hồ Chí Minh như Quận 3, Quận 4, Quận 5, Quận Bình Tân, Quận Phú Nhuận... thực hiện chiến dịch dành lại vỉa hè, dẹp lại trật tự đô thị.

### Ngừng chiến dịch
Ngày 19 tháng 5 năm 2017, trả lời phỏng vấn báo chí, ông Hải cho biết đã ngưng xuống đường vì bị hai văn bản 'trói chân': "Quận Ủy quận 1 ra một văn bản và thêm một văn bản của UBND Quận 1, yêu cầu tôi phải ngưng xuống đường dẹp dọn trật tự lòng lề đường. Tôi phải tuân thủ".

### Tái chiếm vỉa hè
Theo báo Tiền Phong trực tuyến, từ cuối tháng 3 đến nay (10.5), khi đoàn liên ngành quận 1 (TPHCM) tạm dừng kiểm tra, xử lý trật tự thì lòng lề đường, vỉa hè ở nhiều tuyến phố trung tâm quận bị tái chiếm trở lại…Trong khi đó, người dân vẫn tiếp tục loay hoay tìm nơi buôn bán, mưu sinh bởi đề án phố hàng rong, chợ phiên cuối tuần vẫn chưa chính thức hoạt động. Ngày 9/5, ông Đoàn Ngọc Hải, trao đổi về tình trạng tái chiếm vỉa hè, cho biết, thực hiện Chỉ thị 11 của Thành ủy TPHCM, trách nhiệm lập lại trật tự lòng lề đường đã được giao về cho bí thư, chủ tịch, trưởng công an các phường, nhưng: "Nếu anh em làm không nổi tôi sẽ xin cấp trên trực tiếp đi chỉ đạo làm vỉa hè tiếp tục".

### Cho thuê vỉa hè
Truyền hình Việt Nam hôm 18/5 xác nhận văn bản cho thuê vỉa hè quận 1, TP Hồ Chí Minh cấp cho một quán cà phê có đóng dấu và chữ ký của ông Đoàn Ngọc Hải là có thật, động thái này diễn ra hai tháng sau chiến dịch giải cứu vỉa hè gây tranh cãi.
Bà Hương Nguyễn, phóng viên tự do ở quận 1, TP Hồ Chí Minh, nói: "Bây giờ thì ai cũng thấy việc ban đầu ông Hải tuyên bố chiến dịch đòi vỉa hè là để đòi quyền lợi cho người đi bộ hóa ra thật kệch cỡm."
Luật sư Phùng Thanh Sơn, Giám đốc công ty Luật Thế giới Luật Pháp, nói: "Giấy cho thuê vỉa hè do Ủy ban nhân dân Quận 1 ký nếu có thật thì là hoàn toàn trái luật." "Và hiện tại chưa có quy định nào cho phép chính quyền sử dụng vỉa hè để cho thuê hay cho phép thu phí để sử dụng dài hạn cả. Do đó, về mặt pháp lý là không ổn." "Và nếu xét ở góc độ công bằng cũng không ổn vì vỉa hè là tài sản chung. Mục đích vỉa hè là phục vụ cho người đi bộ, người tàn tật. Vỉa hè không phải là của riêng những hộ dân tiếp giáp vỉa hè hay của phường hay quận nơi có vỉa hè." 

## Cứu trợ mùa dịch Covid-19

### Hoạt động cứu trợ
Chiều 23.7, trao đổi với báo Thanh Niên, ông Đoàn Ngọc Hải cho hay ông mong tặng  chiếc xe cứu thương mà ông đang lái, để kêu gọi 3 tỉ đồng giúp đồng bào gặp khó khăn do ảnh hưởng Covid-19 kéo dài, số tiền này dự kiến mua máy thở để tặng ngành y tế TP.HCM. Số tiền 3 tỉ đồng được trích ra 2,4 tỉ mua 5 máy thở tặng TP.HCM phục vụ điều trị bệnh nhân Covid-19 nặng; còn lại khoảng 600 triệu đồng sẽ dùng mua lương thực hỗ trợ bà con khó khăn vì dịch bệnh ở TP.HCM và các hoàn cảnh khó khăn ở vùng cao, vùng sâu, vùng xa.
Quỹ đồng bào do ông Đoàn Ngọc Hải mở tài khoản tại Ngân hàng Vietcombank từ ngày 12.3.2021 tính đến tháng 7 nhận được ủng hộ số tiền 15,1 tỉ đồng và đã chi hơn 13 tỉ đồng với 162 khoản chi (chủ yếu là giúp bệnh nhân đặc biệt khó khăn, trẻ em nghèo, xây nhà tình thương, hỗ trợ cho phụ nữ nghèo vay vốn lo sinh kế cho gia đình ).

### Viết thư cho Bí thư Thành ủy Nguyễn Văn Nên
Ngày 27/7/2021, ông Hải đã gửi thư tới Bí thư Thành ủy Nguyễn Văn Nên qua Facebook đề nghị ông Nên “chỉ đạo gấp” sau khi xảy ra ca tử vong của bà Ngô Trân Châu (con kiến trúc sư Ngô Viết Thụ) mà ông mô tả là do “các cơ quan của phường, quận không một ai xuống xét nghiệm và đưa bệnh nhân đi bệnh viện”.
Một số báo chí trong nước đã dẫn lời Bí thư Quận ủy quận 3 (thuộc địa bàn của bệnh nhân tử vong) phản bác thông tin trên của ông Đoàn Ngọc Hải và mô tả điều họ gọi là “gây hiểu nhầm có người mất liên quan dịch bệnh và địa phương không đưa đi cấp cứu”.
Ông Hải tiếp tục gửi lá thứ thứ hai (ngày 28/7) đến ông Nên, trong đó có đoạn “có mặt tại nhà của bệnh nhân tên Châu lúc 15h8 phút cho đến hơn một tiếng sau không có một cán bộ chức năng nào ở đó... Tôi không thích nói dối và càng không thể nói dối với chị Ngô Trân Châu đã qua đời vào chiều hôm qua. Tôi cũng chưa bao giờ nói chị Châu âm tính hay dương tính với Covid 19 và tôi cũng chưa bao giờ khẳng định chị ấy đã bị nhiễm Covid 19."
Trong thư này, ông Hải cho biết trợ lý của Bí thư Thành ủy Nguyễn Văn Nên cũng đã được chỉ đạo liên lạc với ông để trao đổi một số việc liên quan như việc thu xếp chích ngừa Covid 19 theo đúng quy định cho mẹ ông nhưng ông nói ông “không cần ưu tiên” và rằng “riêng cá nhân, tôi đã nói bạn trợ lý rằng tôi nhường vaccine cho người khác cần hơn”.

## Khen thưởng
- Huân chương Lao động hạng Ba vào năm 2014.